# (7407) 1988 TL
A (7407) 1988 TL a Naprendszer kisbolygóövében található aszteroida. Ueda Szeidzsi és Kaneda Hirosi fedezte fel 1988. október 3-án.